# DiSEqC
DiSEqC (Digital Satellite Equipment Control) este un protocol de comunicare între un receptor TV satelit și un dispozitiv de comutare (switch) sau motor de poziționat antena. DiSEqC a fost dezvoltat de furnizorul de servicii TV satelit Eutelsat, cel care este și deținătorul de drept al standardului.

## Istoric
Eutelsat a pornit dezvoltarea acestui protocol pentru a permite utilizatorilor din Europa sa poată comuta mai ușor de pe foarte popularii sateliți Astra de pe 19.2° pe sateliții proprii HotBird de pe 13°E. Astfel majoritatea receptoarelor destinate Europei suportă protocolul DiSEqC 1.0 (sau mai mare), excepție făcând receiverele dedicate și fabricate sub logo-ul Sky Digibox. Toate receiverele care suportă acest protocol au fost certificate și marcate cu logo-ul DiSEqC.

## Protocol
Din punct de vedere tehnic, la baza implementării protocolului DiSEqC stă posibilitatea de a transmite pe cablu coaxial atât semnal de date cât și tensiune de alimentare pentru LNB. Semnalele DiSEqC sunt folosite pentru a transmite comenzi la comutator (switch) sau motor fiind mult mai flexibile decât vechile metode: tensiune variabilă 13/18V, 22kHz sau ToneBurst. DiSEqC folosește pulsuri sinusoidale de 22kHz cu amplitudinea de 0.65 V (± 0.25 V) vârf la vârf.

## Versiuni și compatibilitate
Există mai multe versiuni ale protocolului DiSEqC după cum urmează:
- DiSEqC 1.0, permite comutarea a maxim 4 LNB
- DiSEqC 1.1, permite comutarea a maxim 16 LNB
- DiSEqC 1.2, permite comutarea a maxim 16 LNB și controlul unui motor cu o singură axă
- DiSEqC 2.0, identic cu 1.0 cu mențiunea că permite comunicarea bidirecțională
- DiSEqC 2.1, identic cu 1.1 cu mențiunea că permite comunicarea bidirecțională
- DiSEqC 2.2, identic cu 1.2 cu mențiunea că permite comunicarea bidirecțională

Următorul tabel prezintă compatibilitatea între versiuni:
|              | 1.0 switch | 1.1 switch | 1.2 motor | 2.0 switch | 2.1 switch | 2.2 motor |
| ------------ | ---------- | ---------- | --------- | ---------- | ---------- | --------- |
| 1.0 receptor | Da         | Nu         | Nu        | Da         | Nu         | Nu        |
| 1.1 receptor | Da         | Da         | Nu        | Da         | Da         | Nu        |
| 1.2 receptor | Da         | Da         | Da        | Da         | Da         | Da        |
| 2.0 receptor | Da         | Nu         | Nu        | Da         | Nu         | Nu        |
| 2.1 receptor | Da         | Da         | Nu        | Da         | Da         | Nu        |
| 2.2 receptor | Da         | Da         | Da        | Da         | Da         | Da        |

NOTĂ: un receiver certificat DiSEqC 1.x nu va putea recepționa semnalele transmise de un comutator (switch) 2.x dar acest lucru nu influențează negativ sau în alt fel funcționarea sistemului.

## Vezi și
- USALS
- SES
- Astra
- Eutelsat
- Astra 19.2°E